# Guerras romano-latinas

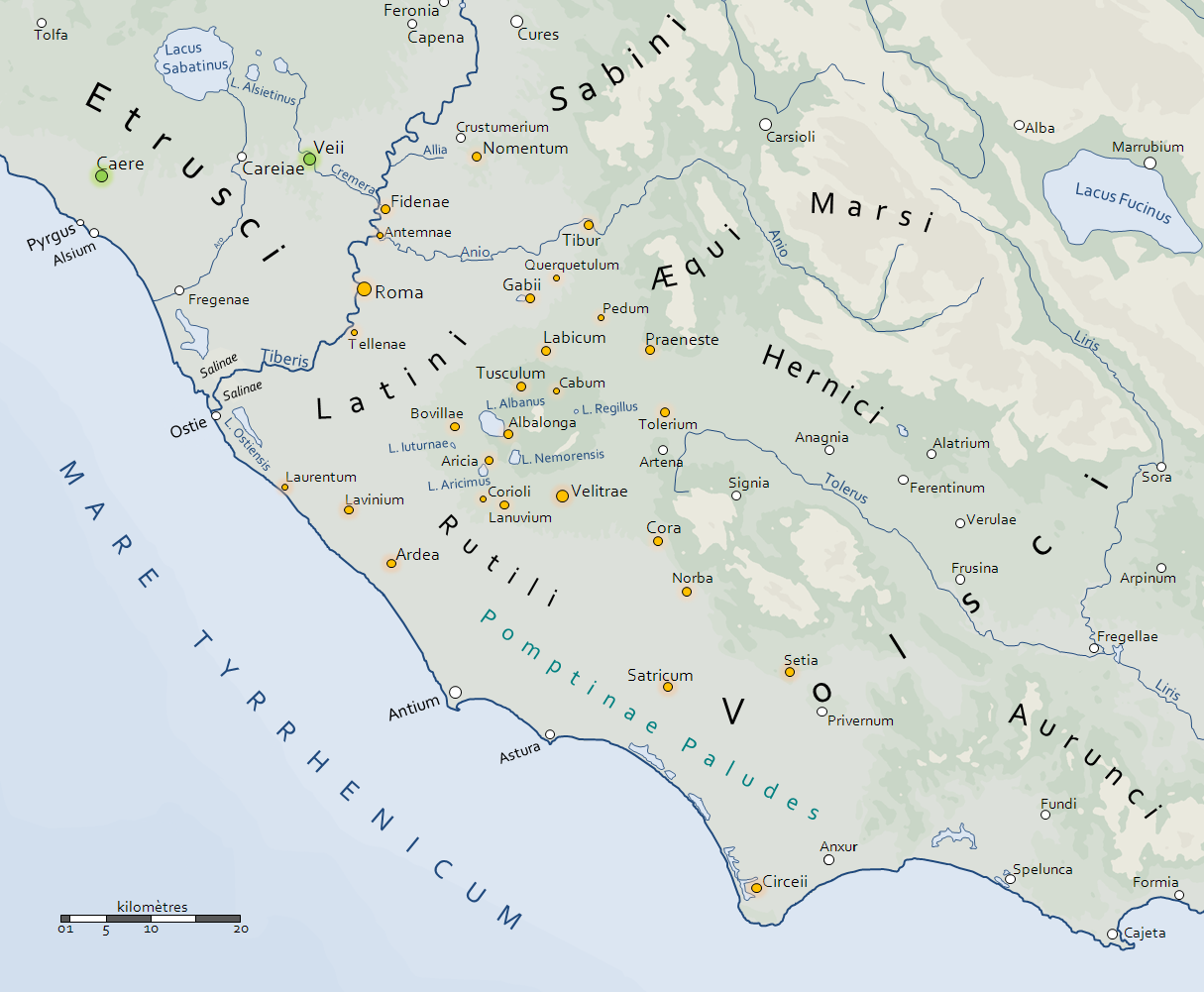
Mapa do Lácio e das principais cidades da Liga Latina em amarelo. À direta do Tibre, a Etrúria, com suas principais cidades marcadas em verde. Em branco, as cidades dos hérnicos e sabinos.

As guerras romano-latinas foram uma série de guerras gravadas entre a Roma Antiga (incluindo tanto o Reino de Roma quanto a República Romana) e as tribos latinas, dos primeiros anos da história de Roma até a subjugação final dos latinos a Roma depois da Segunda Guerra Latina.

## Primeira guerra contra Roma
Os latinos foram a guerra contra Roma pela primeira vez no século VII a.C. durante o reinado de Anco Márcio. Segundo Lívio, a guerra foi iniciada pelos latinos, que supuseram que Anco seguiria o caminho piedoso da paz adotado pelo seu avô, Numa Pompílio, e invadiram o território romano. Quando uma embaixada romana tentou conseguir a justa recompensa pelos danos causados, a resposta dos latinos foi desrespeitosa e Anco declarou guerra, um feito notável, pois, segundo Lívio, foi a primeira vez que os romanos declaram guerra através dos rituais sagrados dos feciais.
Anco marchou de Roma com um exército recém-reunido e tomou a cidade latina de Politório. Seus residentes foram removidos e reassentados no monte Aventino, em Roma, como novos cidadãos romanos, seguindo a mesma tradição utilizada com os sabinos e albanos. Quando outros latinos ocuparam a cidade esvaziada, Anco tomou-a novamente e a demoliu. Mais habitantes latinos foram levados a Roma quando Anco conquistou as cidades latinas de Telleni e Ficana.
A guerra então passou para a cidade latina de Medúlia, que tinha uma forte guarnição e era bem fortificada. Diversos combates foram realizados fora da cidade e os romanos acabaram vencedores. Anco retornou a Roma com muitos espólios e mais latinos para serem habitantes da cidade, todos assentados no sopé do Aventino, perto do monte Palatino, perto do Templo de Múrcia.

## Guerra contra Roma na época de Tarquínio Prisco

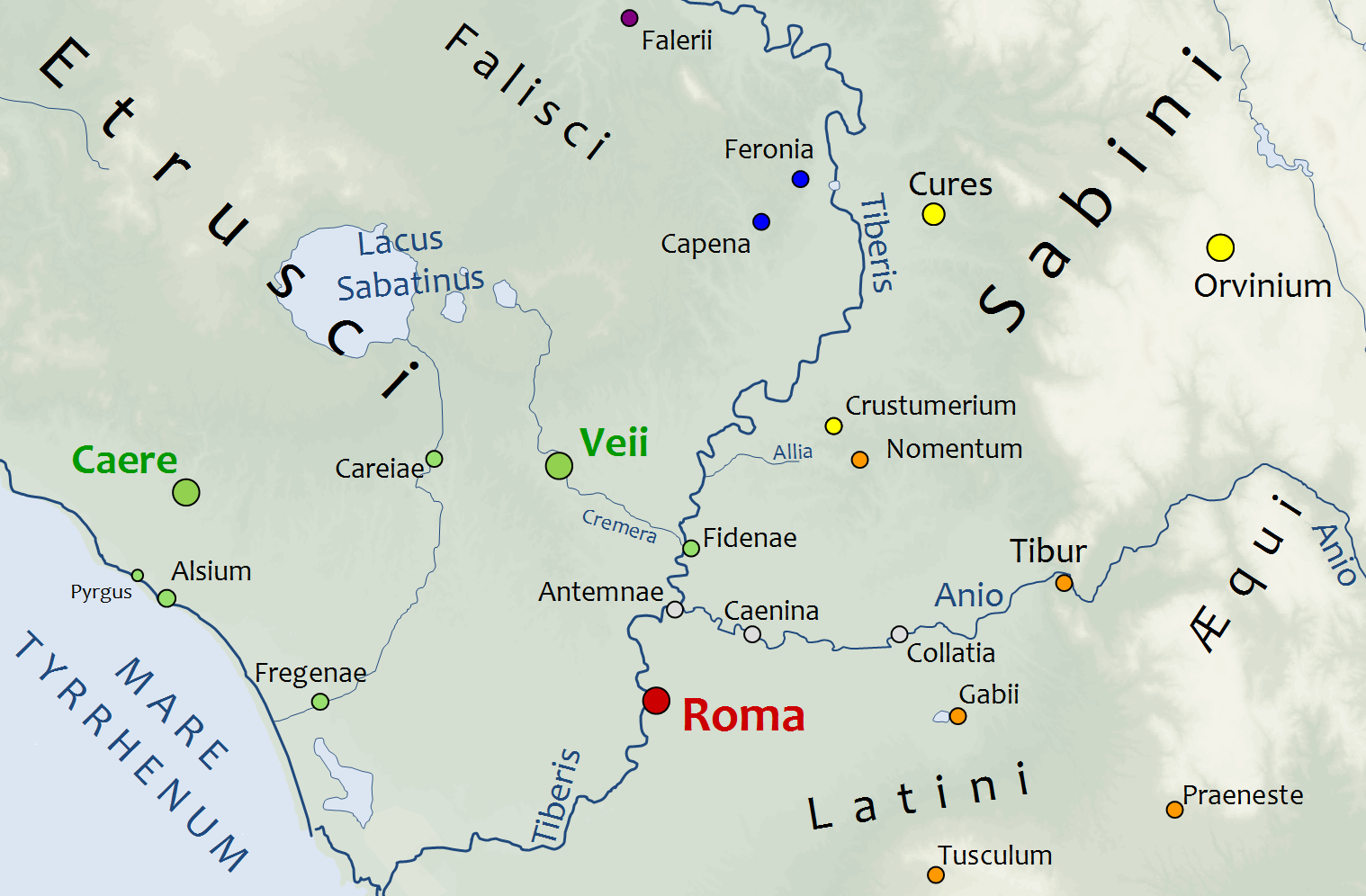
Mapa da vizinhança de Roma na época do Reino de Roma.

Quando Roma era governada por Tarquínio Prisco (r. 616–579 a.C.), os latinos foram a guerra contra Roma em duas ocasiões. Na primeira, que, segundo os Fastos Triunfais, ocorreu antes de 588 a.C., Tarquínio tomou a cidade latina de Apiolas e trouxe para Roma uma grande quantidade de espólios. Na segunda, Tarquínio submeteu todo o Lácio e tomou diversas cidades latinas ou que se aliaram a eles: Cornículo, Ficuleia, Caméria, Crustumério, Ameríola, Medúlia e Nomento, antes de concordar com a paz.

## Guerra entre Clúsio e Arícia
Em 508 a.C., Lars Porsena, rei de Clúsio, na época considerada a mais poderosa cidade da Etrúria, partiu de Roma depois de encerrar sua guerra contra Roma com um tratado de paz. Porsena dividiu suas forças e enviou parte do exército clúsio com seu filho Aruns para cercar a cidade latina de Arícia. Os aricianos pediram ajuda da Liga Latina e também da cidade grega de Cumas. Quando a ajuda chegou, o exército ariciano saiu da muralha e os exércitos combinados enfrentaram as forças clúsias em combate. Segundo Lívio, os clúsios inicialmente arrasaram os aricianos, mas as tropas cumanas permitiram o avanço clúsio e depois os atacaram pela retaguarda, conseguindo a vitória. Segundo Lívio, o exército clúsio foi destruído.

## Revolta Pomécia
Em 503 a.C., duas cidades latinas, Pomécia e Cora, que, segundo Lívio, eram colônias romanas, se revoltaram e pediram ajuda da tribo dos auruncos meridionais.
Lívio afirma que o exército romano, liderado pelos cônsules Agripa Menênio Lanato e Públio Postúmio Tuberto, encontrou o inimigo na fronteira e foi vitorioso. Depois da vitória, Lívio afirma que a guerra ficou confinada a Pomécio e muitos prisioneiros foram assassinados por ambos os lados. Lívio também conta que os cônsules celebraram um triunfo, mas os Fastos Triunfais registram apenas uma ovação de Postúmio e um triunfo de Menênio, ambos sobre os sabinos.
No ano seguinte, os cônsules eram Opítero Vergínio e Espúrio Cássio. Lívio afirma que eles tentaram tomar Pomécia de assalto, mas, depois do fracasso, decidiram empregar armas de cerco. Porém, os auruncos lançaram um ataque vitorioso e conseguiram destruí-las, ferindo muitos e quase matando um dos cônsules. Os romanos recuaram para Roma, recrutaram mais legionários e retornaram a Pomécia. As armas de cerco foram reconstruídas e, quando os romanos estavam prestes a tomar a cidade, Pomécia se rendeu. Os líderes auruncos foram decapitados, os pomécios foram vendidos como escravos, a cidade foi arrasada e suas terras foram vendidas. Lívio afirma que os cônsules celebraram um triunfo por esta vitória, mas os Fastos Triunfais só registram um triunfo, por Cássio (possivelmente sobre os sabinos, mas a inscrição é pouco clara).

## Primeira Guerra Latina (498−493 a.C.)
Em 501 a.C., notícias chegaram a Roma de que trinta das cidades latinas haviam se associado contra Roma instigadas por Otávio Mamílio, de Túsculo. Por causa disto (e também por causa de uma disputa com os sabinos), Tito Lárcio foi nomeado o primeiro ditador, com Espúrio Cássio como seu mestre da cavalaria.
Porém, a guerra contra os latinos não ocorreu até pelo menos dois anos depois. Em 499 a.C., ou, possivelmente, 496 a.C., a guerra irrompeu. Fidenas foi cercada (não se sabe exatamente por quem), Crustumério foi capturada (também não se sabe por quem) e Preneste desertou para os romanos. Aulo Postúmio foi nomeado ditador e escolheu Tito Ebúcio Helva como seu mestre da cavalaria. À frente dos exércitos romanos, os dois marcharam para o território latino e foram vitoriosos na Batalha do Lago Régilo.
Logo depois, em 495 a.C., os latinos resistiram aos pedidos dos volscos para que se juntassem a eles num ataque a Roma e chegaram a ponto de entregar os embaixadores volscos aos romanos. O Senado Romano, agradecido, libertou 6 000 prisioneiros latinos e, em retorno, os latinos enviaram uma coroa de ouro para o Templo de Júpiter Ótimo Máximo. Uma grande multidão se juntou, incluindo os prisioneiros latinos recém-libertados, que agradeceram aos seus antigos captores. Diz-se que grandes laços de amizade surgiram entre Roma e os latinos por causa deste evento. Os latinos também avisaram Roma da invasão que ocorreu pouco depois, ainda no mesmo ano.
Em 493 a.C., um tratado, o Foedus Cassianum, foi firmado estabelecendo uma aliança militar mútua entre as cidades latinas com Roma como parceiro sênior. Um povo menor, os hérnicos, se juntaram algum tempo depois. Embora não se conheça o funcionamento exato da Liga Latina, seu propósito geral é bem conhecido. Durante o século V a.C., os latinos foram ameaçados por invasões de équos e volscos, que eram membros de um mesmo grupo sabélio que migraram para o sul desde os Apeninos. Diversas comunidades parecem ter sido conquistadas e as antigas fontes relatam lutas contra os équos, os volscos, ou ambos todos os anos da primeira metade do século V a.C. Estas guerras anuais eram pouco mais do raides e contra-raides e não guerras campais com as descritas anteriormente nas fontes.

## Deserção dos latinos (389–385 a.C.)

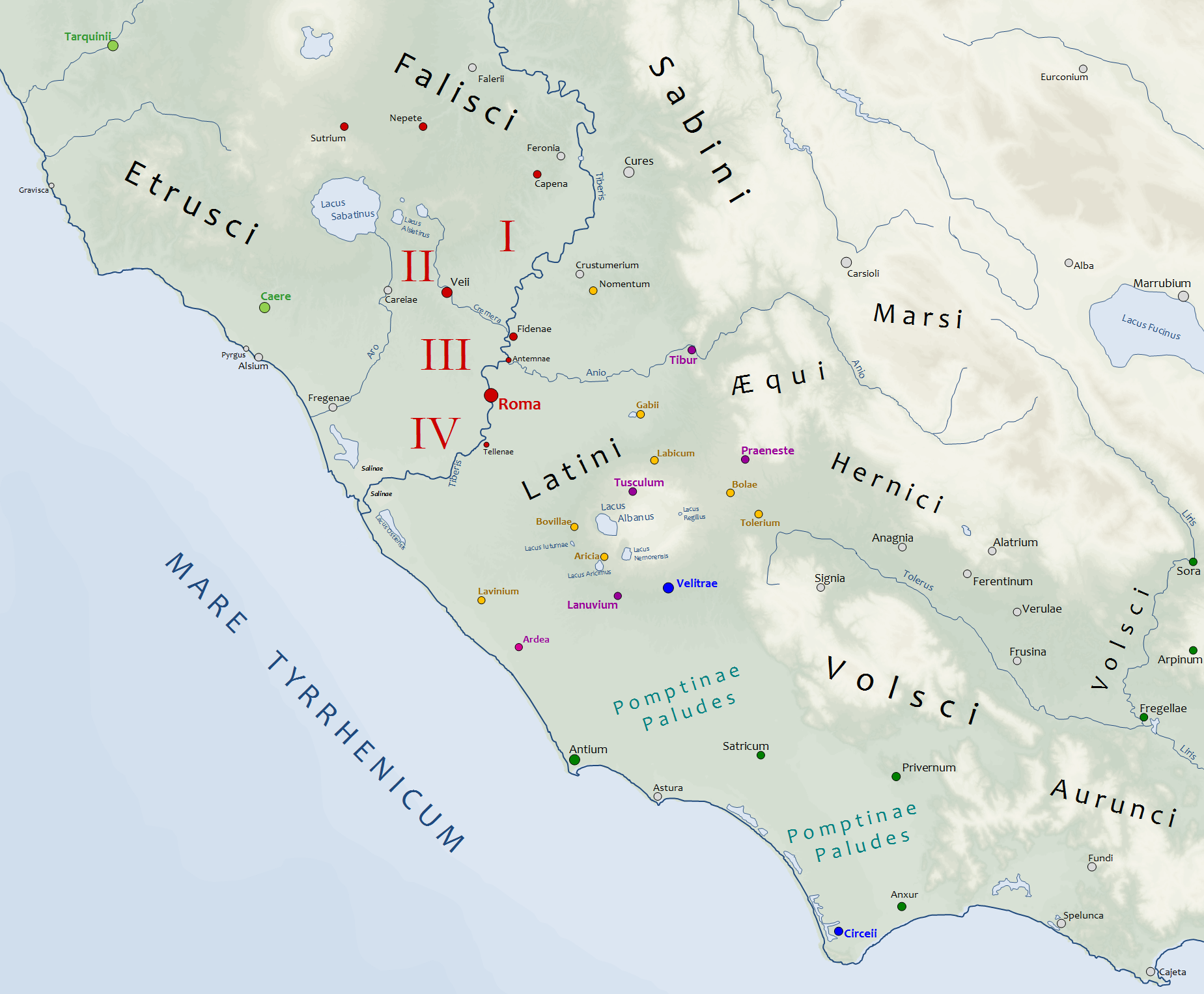
Guerras romnano-latinas de 389-385 a.C.

### Narrativa antiga
Em 390 a.C., um bando gaulês derrotou o exército romano na Batalha do Ália e saqueou Roma. Segundo Lívio, latinos e hérnicos, depois de cem anos de leal amizade com Roma, aproveitaram-se da oportunidade para romperem a aliança com os romanos (389 a.C.). Em sua narrativa dos anos seguintes, Lívio descreve uma constante deterioração das relações entre romanos e latinos. Em 387 a.C., a situação com os latinos e os hérnicos foi levada ao Senado Romano, mas o assunto foi esquecido quando notícias chegaram de que a Etrúria estava se armando para a guerra. No ano seguinte, Âncio invadiu o território romano e relatou-se em Roma que os latinos haviam enviado guerreiros para apoiá-los. Os latinos alegaram que não enviaram, mas também não proibiram seus habitantes de se voluntariarem como mercenários. Um exército romano liderado por Marco Fúrio Camilo e Públio Valério Potito Publícola e encontrou os ancianos em Sátrico. Além dos volscos, os ancianos também tinham entre suas forças um grande número de latinos e hérnicos. Na batalha que se seguiu, os romanos foram vitoriosos e os volscos foram mortos em grandes números depois de abandonados pelos latinos e hérnicos. Sátrico foi tomada por Camilo. Os romanos exigiram saber de seus antigos aliados se eles haviam enviado contingentes para as guerras contra os romanos nos últimos anos. Eles alegaram que não, pois temiam uma invasão dos volscos. O Senado Romano considerou a defesa insuficiente, mas a época não era propícia para mais uma nova guerra. Em 385 a.C., os romanos nomearam Aulo Cornélio Cosso ditador para acabar com a guerra contra os volscos.
Cosso marchou com seu exército e encontrou novamente o exército inimigo repleto de latinos e hérnicos, incluindo contingentes das colônias romanas de Circei e Velitras, e, na batalha, os romanos venceram novamente. A maioria dos prisioneiros eram hérnicos e latinos, incluindo nobres, o que os romanos consideraram como prova de que a ajuda aos volscos era uma iniciativa estatal. Porém, a sedição de Marco Mânlio Capitolino evitou que Roma declarasse guerra aos latinos naquele momento. Quando latinos, hérnicos e os colonos de Circei e Velitras tentaram persuadir os romanos a libertarem seus conterrâneos prisioneiros, não tiveram sucesso. Naquele mesmo ano, Sátrico foi colonizada por 2 000 cidadãos romanos, cada um recebendo 2,5 jugera de terras.

### Análise moderna
Alguns historiadores modernos questionaram a representação de Lívio dos latinos se rebelando contra Roma. Cornell (1995) acredita que não houve revolta armada e sim que a aliança entre Roma e as cidades latinas tenha sido propositalmente abandonada. Nas décadas anteriores, Roma havia aumentado consideravelmente seu poder, especialmente depois da conquista de Veios e os romanos passaram a preferir a liberdade de ação ao invés das obrigações da aliança. Além disso, diversas cidades latinas aparentemente permaneceram aliadas a Roma e, com base em eventos posteriores, entre elas estariam pelo menos Túsculo e Lanúvio, às quais Cornell acrescenta Arícia, Lavínio e Ardea. As colônias de Circei e Velitras provavelmente ainda eram parcialmente habitadas por volscos, o que explicaria a ajuda durante a revolta, mas estes dois assentamentos, mais do que qualquer outra cidade latina, teriam se sentido ameaçado pelas ambições agressivas de Roma na região dos Pântanos Pontinos.
A divisão entre os latinos é também a posição defendida por Oakley (1997), que aceitou substancialmente a análise de Cornell. A contínua lealdade de Ardea, Gabii, Lábico, Lanúvio e Lavínio ajudariam a explicar como os exércitos romanos operavam na região. Em suas obras sobre os primeiros anos da República Romana, Lívio e Dionísio de Halicarnasso geralmente mencionam pessoas de estados formalmente em paz com Roma lutando nos exércitos de inimigos de Roma como cidadãos privados. Embora esta situação possa de fato representar a forma de guerrear da Itália na época, Lívio parece, neste caso, estar utilizado este fato como motivo literário para dar continuidade à sua narrativa da década de 380 a.C.

## Guerra entre Roma e Preneste (383–379)

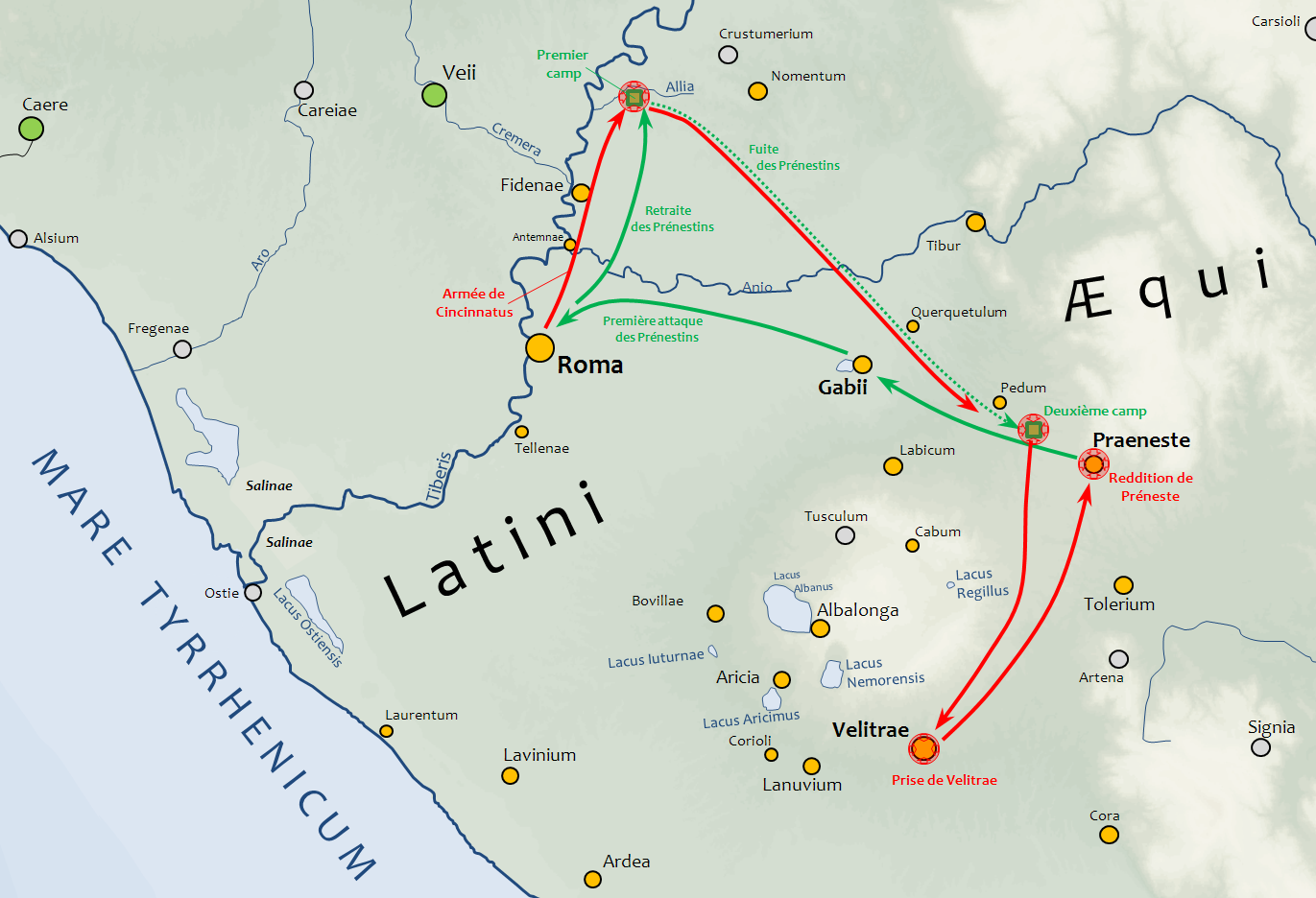
Guerras romano-latinas em 380 a.C..

Nos últimos anos da década de 380 a.C., Preneste emergiu como a cidade latina mais importante. Em termos de território, era a terceira maior cidade do Lácio, mas, entre 499 e 383 a.C., a cidade não foi citada nas fontes e a maior parte da luta contra os équos por Roma e pela Liga Latina parece ter se realizado ao sul de seu território. Historiadores modernos propuseram, por causa disso, que Preneste foi conquistada ou, pelo menos, chegou a algum tipo de acordo com os équos. Se este foi o caso, a cidade não fez parte da Liga Latina pela maior parte do século V a.C.. O fim da ameaça dos équos no início do século IV a.C. libertou Preneste.

### Início da guerra
Lívio relata que, em 383 a.C., Lanúvio, até então leal a Roma, se revoltou. Em Roma, a pedido do Senado, as tribos declararam unanimemente guerra contra Velitras depois que cinco comissários foram nomeados para distribuir o território pontino e três para criar uma colônia em Nepete. Porém, uma epidemia se abatou sobre Roma por todo aquele ano e nenhuma campanha foi iniciada. Entre os colonos rebeldes, uma facção pacífica era favorável a pedir perdão a Roma, mas a facção guerreira continuou a manter o apoio popular e um raide foi lançado sobre o território romano, efetivamente acabando com as chances de paz. Houve também um rumor de que Preneste havia se revoltado e as populações de Túsculo, Gabii e Lábico reclamaram que seus territórios teriam sido invadidos, mas o Senado Romano se recusou a acreditar. Em 382 a.C., os tribunos consulares Espúrio Papírio Crasso e Lúcio Papírio Crasso marcharam contra Velitras e seus quatro colegas permaneceram em Roma. Os dois venceram o exército veletriano, que incluía um grande número de auxiliares prenestinos, mas não tomaram a cidade, duvidando da própria capacidade de fazê-lo e temendo destruir a colônia no processo. Com base no relato dos tribunos, os romanos declararam guerra a Prenesta.
De todas as antigas cidades latinas, Lanúvio era a mais próxima da planície pontina e não é, portanto, surpreendente que ela tenha entrado na guerra contra Roma. Rumores de guerras iminentes são comuns nas obras de Lívio, mas de historicidade duvidosa; estes rumores podem facilmente ter sido invenções para os analistas tentando dar vida às suas próprias narrativas. Porém, alguns deles podem, de fato, terem tido base em registros históricos autênticos; se este é o caso nesta ocasião, pode ser um indício de uma tentativa de Preneste de subverter as cidades latinas ainda leais a Roma. Enquanto os detalhes providenciados por Lívio para a campanha de 382 a.C. são plausíveis, os registros originais provavelmente afirmavam apenas que houve apenas lutas contra Preneste e Velitras.
Lívio e Plutarco fornecem narrativas paralelas para 381 a.C.. Naquele ano, volscos e prenestinos teriam juntado forças e, segundo Lívio, teriam atacado com sucesso a colônia romana de Sátrico. Como retaliação, os romanos elegeram Marco Fúrio Camilo como tribuno consular pela sexta vez. Camilo recebeu o comando da guerra volsca por um decreto especial do Senado. Seu colega, Lúcio Fúrio Medulino Fuso, foi escolhido por sorteio para ser se colega na campanha. Há algumas diferenças entre os dois relatos sobre a campanha seguinte. Segundo Lívio, os tribunos marcharam a partir da Porta Esquilina até Sátrico com um exército de quatro legiões, cada uma com 4 000 homens. Em Sátrico, encontraram um exército substancialmente maior e ansioso pelo combate. Enquanto seu colega se preparava, Camilo formou uma forte reserva e esperou o resultado da batalha. Os volscos começaram a se retirar assim que a batalha começou e, como eles planejaram, os romanos os perseguiram morro acima em direção ao acampamento volsco. Lá, eles haviam posicionado diversas coortes de reserva e estas se juntaram ao combate. Lutando morro acima contra um exército em superioridade numérica, os romanos começaram a fugir. Porém, Camilo trouxe as suas reservas e conseguiu reunir os soldados que fugiam para que mantivessem o posto. Com a infantaria cedendo, a cavalaria romana, liderada por Fúrio Medulino, desmontou e atacou o inimigo a pé. Como resultado, os volscos foram derrotados e iniciaram uma fuga em pânico, permitindo que seu acampamento fosse tomado. Um grande número de volscos foi morto e um número ainda maior, feito prisioneiro. Segundo Plutarco, Camilo, adoentado, estava esperando no acampamento enquanto seu colega comandava a batalha. Quando ele soube que os romanos estavam cedendo, pulou do sofá, reconvocou seus soldados e impediu a perseguição inimiga. Então, no segundo dia, Camilo liderou pessoalmente suas forças, derrotou o inimigo em combate e tomou seu acampamento. Camilo então soube que Sátrico havia sido tomada pelos etruscos e todos os colonos romanos foram assassinados. Ele enviou o grosso de suas forças de volta para Roma enquanto ele e seus soldados mais jovens atacaram os etruscos e expulsaram os etruscos de Sátrico.
Das duas versões desta batalha sobreviventes, a de Plutarco é considerada mais próxima da versão dos antigos analistas que a de Lívio. Notavelmente, Lívio apresenta uma figura mais nobre de Camilo que Plutarco e comprimiu os eventos de dois dias num só. Que os prenestinos tenham se juntado aos volscos em Sátrico e tenham sido derrotados ali por Camilo é crível o suficiente, porém, a maior parte ou todos os detalhes da batalha, incluindo uma suposta discussão entre Camilo e Fúrio Medulino são consideradas hoje como meras invenções. Especialmente a escala da batalha e da vitória romana foram muito exagerados.

### Anexação de Túsculo

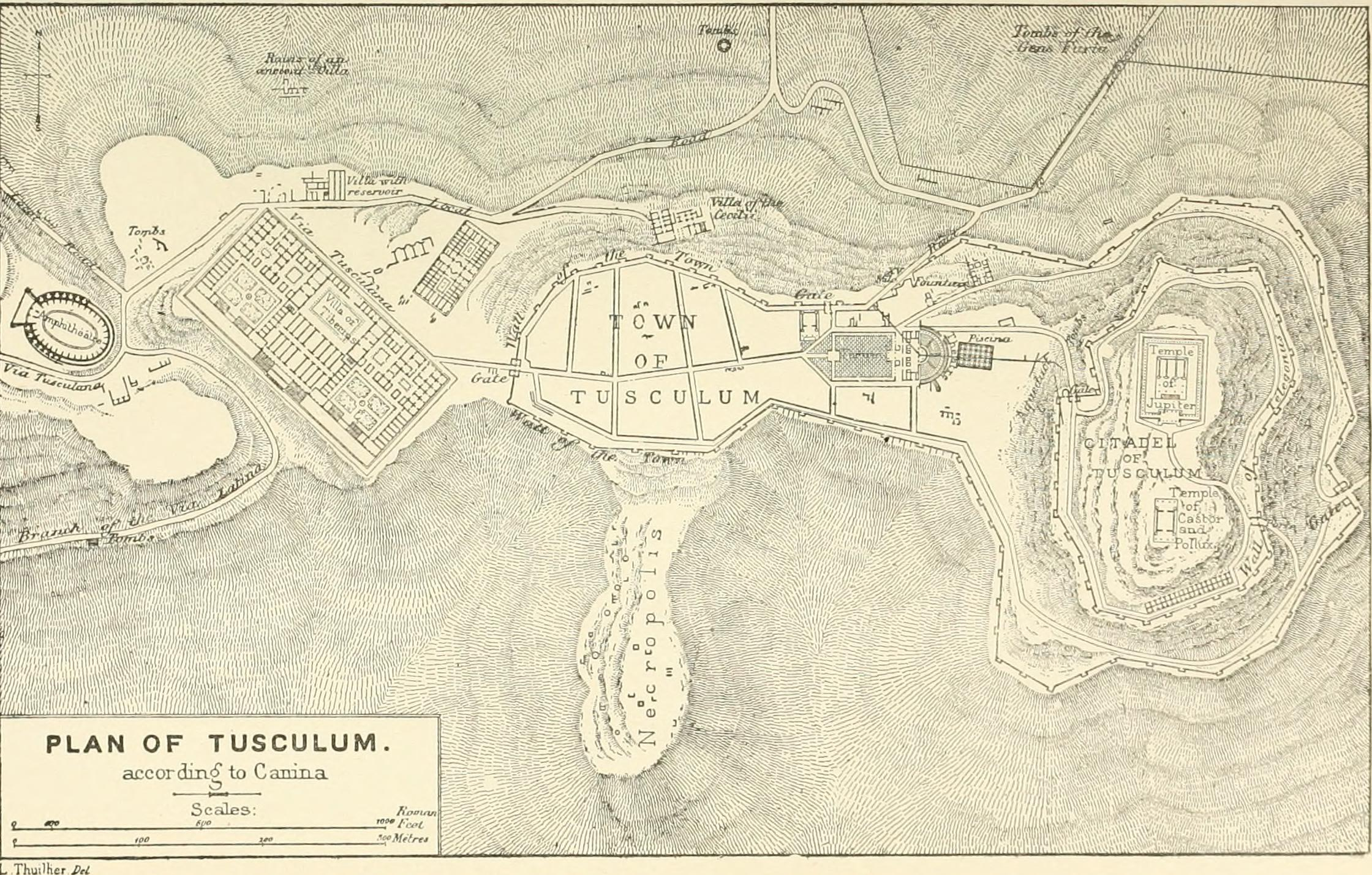
Plano de Túsculo na época romana.

Tendo descrito a vitória de Camilo contra os volscos, Lívio e Plutarco passam a descrever um conflito contra Túsculo. Segundo Lívio, Camilo encontrou tusculanos entre os prisioneiros tomados depois da batalha contra os volscos, Camilo os levou de volta a Roma e, depois de tê-los interrogado, a guerra foi declarada contra Túsculo. Segundo Plutarco, Camilo havia acabado de retornar a Roma com os espólios da guerra quando soube que os tusculanos estavam prestes a se rebelar. A condução da guerra coube a Camilo, que escolheu Fúrio Medulino novamente como seu colega. Túsculo, porém, não ofereceu resistência alguma e, quando Camilo entrou na cidade, encontrou os habitantes levando a vida diária normalmente como se não houvesse guerra. Ele ordenou que os mais proeminentes tusculanos fossem levados a Roma para defender seu caso no Senado, o que eles fizeram com o ditador da cidade como porta-voz. Os romanos concordaram com a paz e, não muito depois, em conceder-lhes a cidadania plena.
Em 381 a.C., Túsculo estava quase que inteiramente cercada por territórios romanos e sua anexação era um passo lógico para Roma. Além de aumentar o território e a população romana, a anexação tinha o benefício adicional de separar Tibur e Preneste das cidades nos montes Albanos. Túsculo então tornou-se o primeiro municipium romano, uma cidade auto-governada de cidadãos romanos. Alguns historiadores modernos argumentam que este episódio seria uma invenção ou uma retrojeção de eventos posteriores. Cornell (1995), Oakley (1998) e Forsythe (2005) aceitam que a incorporação de Túsculo, em 381 a.C., como histórica. Lívio e outros escritores posteriores retrataram a anexação de Túsculo como um ato benevolente, mas este ponto de vista reflete, provavelmente, a época dos escritores, na qual a cidadania romana era algo que todos desejavam. No século IV a.C., quando as cidades latinas lutavam para manter a independência de Roma, este seria um ato agressivo. Eventos posteriores revelam que Túsculo ainda não estava seguramente nas mãos romanas. No período romano, os magistrados mais altos de Túsculo tinham o título de edil, mas é possível, como alega Lívio, que, em 381 a.C., Túsculo era de fato governada por um ditador.

### Ditadura de Tito Quíncio Cincinato
Lívio é o único autor antigo a nos dar um relato para 380 a.C.. Depois de um censo fracassado em Roma, os tribunos da plebe começaram a pressionar pelo perdão de dívidas e obstruíram o alistamento de novas legiões para a guerra contra Preneste. Nem mesmo notícias de que os prenestinos haviam invadido o distrito de Gabii os dissuadiu. Sabendo que os romanos não tinham um exército pronto, o exército prenestino continuou a invasão até chegar à Porta Colina. Alarmados, os romanos nomearam Tito Quíncio Cincinato ditador, que escolheu Aulo Semprônio Atratino como seu mestre da cavalaria e ordenou o alistamento imediato. Os prenestinos recuaram até Ália e acamparam, esperando que as memórias da derrota romana frente aos gauleses no local amedrontaria os romanos. Eles, porém, lembraram de suas vitórias prévias contra os latinos e se alegraram com a possibilidade de exorcizar a antiga derrota. O ditador ordenou que Semprônio atacasse o centro prenestino com a cavalaria enquanto ele próprio atacaria o inimigo, já em desordem, com suas legiões. Os prenestinos, como esperado, romperam suas linhas na primeira carga. Em pânico, eles abandonaram seu acampamento e fugiram até Preneste. Num primeiro momento, os prenestinos não quiseram deixar sua zona rural à mercê dos romanos, um segundo acampamento foi criado em frente da cidade, mas, quando os romanos chegaram, este também foi abandonado e os prenestinos recuaram para a segurança das muralhas da cidade.
Sem pressa, os romanos capturaram oito cidades subordinadas a Preneste e marcharam até Velitras, que foi tomada também. Quando o exército romano chegou perante Preneste, os prenestinos se renderam. Tendo derrotado o inimigo em combate e capturado dois acampamentos e nove cidades, Tito Quíncio retornou a Roma em triunfo, levando consigo a estátua de Júpiter Imperador de Preneste. Esta estátua foi colocada no Capitólio entre o Templo de Júpiter e o Templo de Minerva com a inscrição "Júpiter e todos os deuses concederam que o ditador Tito Quíncio capturaria nove cidades". O ditador então renunciou ao seu cargo vinte dias depois de ser nomeado. Segundo Dionísio de Halicarnasso e Festo, as nove cidades foram capturadas em nove dias. Festo acrescenta ainda que Quíncio capturou Preneste no décimo dia e dedicou uma coroa de ouro pesando "dois e um terço de uma libra". Diodoro Sículo também relata uma vitória romana em combate contra Preneste neste ano, mas não revela nenhum detalhe. Segundo Lívio, no ano seguinte, 379 a.C., os prenestinos recomeçaram as hostilidades instigando revoltas entre os latinos, porém, com exceção desta afirmação, Preneste desaparece das fontes até 358 a.C..
Historiadores modernos geralmente aceitam o centro do relato de Lívio sobre a ditadura de Tito Quíncio e sua data em 380 a.C.. Assim, o fato de ele ter capturado nove cidades subordinadas a Preneste e forçado os prenestinos à rendição é considerado histórico. Oakley (1998) também acredita que a vitória de Quíncio numa batalha campal também pode ser histórica e, talvez, também a captura de Velitras, onde não se registram novos combates até 369 a.C., mas este relato pode ser inventado. Porém, as alegações de que os prenestinos marcharam até Roma via Gabii e a localização da batalha em Ália são de historicidade duvidosa. Sobre as discrepâncias entre Lívio e Festo, Oakley acredita que este, apesar de incorreto ao afirmar que Preneste foi tomada de assalto, está correto ao afirmar que Tito Quíncio dedicou uma coroa e não, de forma muito mais majestosa, levou uma estátua da cidade até Roma. Conta-se que Tito Quíncio Flaminino teria levado uma estátua de Júpiter da Macedônia depois de suas vitórias na Segunda Guerra Macedônica, dois séculos depois, e estes dois eventos podem ter se confundido, uma visão compartilhada por Forsythe (2005), que considera a inscrição de Tito Quíncio como sendo a origem da mais famosa, mas, segundo ele, fictícia, história da ditadura de Cincinato e sua vitória contra os équos em 458 a.C.

## Destruição de Sátrico (377 a.C.)
De acordo com Lívio, em 377 a.C., os volscos e os latinos uniram suas forças em Sátrico. O exército romano, comandado pelos tribunos consulares Públio Valério Potito Publícola e Lúcio Emílio Mamercino marcharam contra eles. A batalha que se seguiu foi interrompida no primeiro dia por uma tempestade. No segundo, os latinos resistiram aos romanos por algum tempo, pois já conheciam suas táticas, mas uma carga de cavalaria desmantelou as linhas latinas e, quanto a infantaria romana deu sequência ao ataque, o exército latino foi derrotado. Volscos e latinos recuaram primeiro para Sátrico e, depois, para Âncio. Os romanos perseguiram, mas não tinham armas de cerco para atacarem Âncio. Depois de uma discussão sobre continuar a guerra ou pedir a paz, as forças latinas partiram e os ancianos renderam sua cidade aos romanos. Furiosos, os latinos atearam fogo a Sátrico e queimaram a cidade toda, exceto o templo de Mater Matuta — uma voz vinda do interior do templo teria ameaçado uma terrível punição se o fogo não fosse mantido longe do santuário. Em seguida, os latinos atacaram Túsculo que, tomada de surpresa, foi tomada, com exceção da cidadela. Um exército romano liderado pelos tribunos consulares Lúcio Quíncio Cincinato e Sérvio Sulpício Pretextato marcharam com suas forças para libertar Túsculo. Os latinos tentaram defender as muralhas, mas pegos entre o assalto romano e a resistência dos tusculanos na cidadela, acabaram todos mortos.

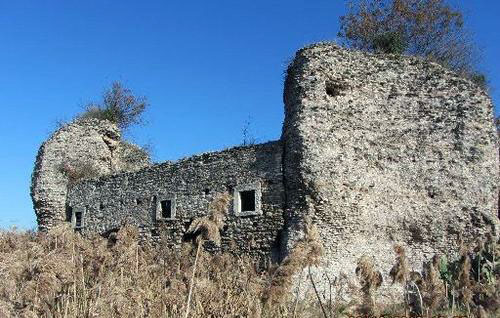
Ruínas das termas de Tibur (Tivoli).

Mater Matuta era um divindade originalmente ligada com a luz da manhã e o templo em Sátrico era o principal de seu culto. Porém, Lívio relata também o incêndio de Sátrico, exceto o templo de Mater Matuta, em 346 a.C., desta vez pelos romanos. Historiadores modernos concordam que estes relatos sobre os dois incêndios de Sátrico, em 377 e 346 a.C., são uma duplicação. Beloch, acreditando que os romanos não teriam relatado um ataque latino em Sátrico, considera o incêndio de 377 a.C. como uma retrojeção dos eventos em 346 a.C.. Oakley (1997) defende a opinião oposta, acreditando que os antigos historiadores seriam menos propensos a inventar um incêndio provocado pelos latinos do que um outro provocado pelos romanos. Embora o duplo salvamento milagroso do templo seja descartado como duplicação, não se segue automaticamente que disputada cidade Sátrico possa de fato ter sido capturada duas vezes, em 377 e em 346 a.C. O descontentamento dos latinos com a anexação de Túsculo por Roma poderia explicar a guerra, é possível também que eles tenham simplesmente se juntado a uma revolta contra os romanos.

## Guerra entre Roma e Tibur (361–354 a.C.)
Tibur era uma das maiores cidades latinas, mas pouco citada nas fontes antigas. Como Preneste, Tibur pode ter sido, portanto, invadida ou forçada a ficar fora da Liga Latina pelos équos no século V a.C. Lívio relata uma longa guerra entre Tibur e Roma entre 361 e 354 a.C.. Dois triunfos sobre esta guerra estão registrados nos Fastos Triunfais. De uma nota em Diodoro Sículo, é possível que Preneste também estivesse em guerra contra Roma neste período, mas, com exceção de uma citação referente à invasão gaulesa de Preneste em 358 a.C., a cidade não é citada no relato de Lívio no período.

### Tibur aliada dos gauleses
Segundo Lívio, a causa imediata desta guerra ocorreu em 361 a.C., quando os tiburinos fecharam seus portões para um exército romano retornando de uma campanha contra os hérnicos. Houve numerosas reclamações de ambos os lados e os romanos decidiram que declarariam guerra contra Tibur se os feciais não conseguissem uma retribuição. Este ano também foi marcado por uma invasão do território romano por um bando de saqueadores gauleses. Depois de terem sido derrotados pelos romanos, estes gauleses marcharam para a vizinhança de Tibur e formaram uma aliança entre si. Depois de terem obtido suprimentos dos tiburinos, os gauleses foram para a Campânia.
No ano seguinte, o cônsul Caio Petélio (com o cognome "Balbo" segundo Lívio e "Libo Visolo" segundo as demais fontes) liderou um exército contra Tibur. Porém, os gauleses voltaram da Campânia e, sob a liderança dos tiburinos, os territórios de Lábico, Túsculo e Alba foram atacados. Para responder aos ataques, os romanos nomearam Quinto Servílio Aala como ditador, que escolheu Tito Quíncio Peno como seu mestre da cavalaria. Ele derrotou os gauleses numa batalha perto da Porta Colina e eles fugiram para Tibur, mas foram interceptados por Petélio. Os tiburinos atacaram a partir da cidade para tentar ajudar seus aliados e todos acabaram recuando para dentro da muralha. O ditador elogiou o cônsul e renunciou ao cargo. Petélio celebrou um duplo triunfo, sobre tiburinos e gauleses, mas os tiburinos zombaram da conquista dos romanos. Os Fastos Triunfais relatam que Caio Petélio Libo Visolo, cônsul, celebrou este duplo triunfo em 29 de julho de 360 a.C.. Segundo Lívio, no ano seguinte, os tiburinos marcharam contra Roma e os romanos, num primeiro momento, ficaram alarmados. Contudo, no dia seguinte, avaliando a força relativamente pequena dos atacantes, os cônsules Marco Popílio Lenas e Cneu Mânlio Capitolino Imperioso atacaram a partir de dois portões diferentes e os tiburinos foram aniquilados.
Há algumas inconsistências no relato sobre o motivo da guerra e muitos dos detalhes para estes anos foram provavelmente inventados. A historicidade desta guerra gálica em si é algo duvidosa. Além disso, isto e o fato de tanto Lívio quanto os Fastos Triunfais atribuírem o triunfo ao cônsul provocam dúvidas sobre a autenticidade da ditadura de Servílio Aala também.

### Nova aliança entre romanos e latinos

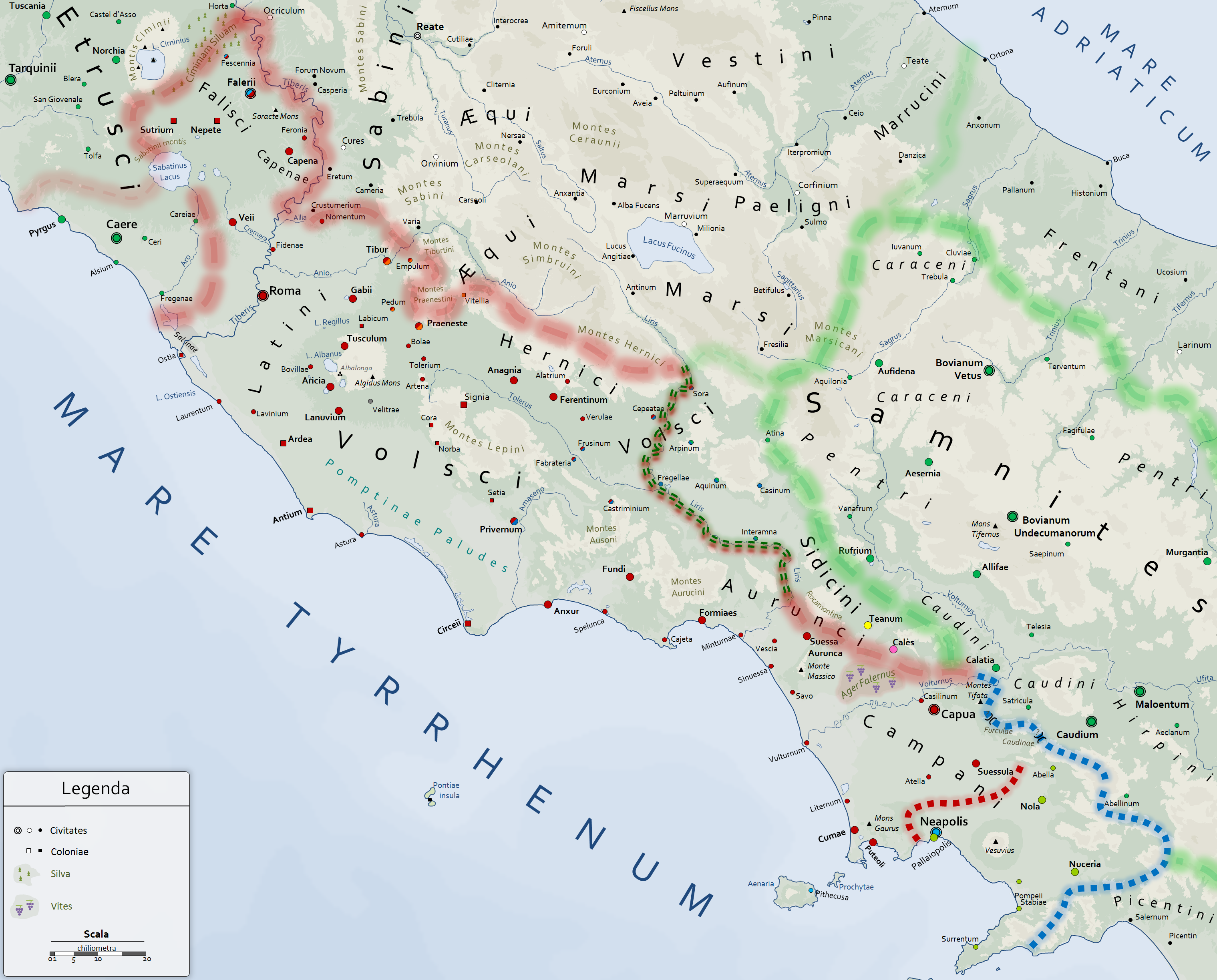
Guerra Latina e a anexação final dos latinos.

Em 358 a.C., o Lácio foi novamente ameaçado por uma invasão gaulesa. Lívio conta que os romanos concederam um novo tratado aos latinos a pedido deles e eles enviaram um forte contingente para lutar contra os gauleses, que já haviam alcançado Preneste e estavam acampados no território à volta de Pedo. Liderados pelo ditador Caio Sulpício Pético, o exército conjunto de romanos e latinos derrotou os gauleses. Neste mesmo ano, Roma também estabeleceu Pomptina como uma nova tribo.
Não sabemos precisamente quem eram estes latinos ou se eles estavam entre os que guerrearam contra Roma nos anos anteriores. Os demais estados latinos certamente não estavam confortáveis com a presença romana, a partir de então permanente, na região pontina, mas a gravidade da ameaça gálica seria um motivo mais do que suficiente para a renovação da aliança com Roma. Porém, Tibur e Preneste evidentemente permaneceram hostis aos romanos. Nenhuma outra cidade-estado latina era hostil a Roma e, presumivelmente, todas continuaram a fornecer contingentes militares depois de 358 a.C. e este pode ser uma das razões da acelerada expansão romana nas décadas de 350 e 340 a.C.

### Final da guerra
Lívio fornece apenas uma breve descrição do final desta guerra. Em 356 a.C., o cônsul Marco Popílio Lenas comandou as forças romanas contra os tiburinos e, depois de obrigá-los a recuar até Tibur, arrasou seus territórios. Em 355 a.C., os romanos tomaram Empulo dos tiburinos sem muita luta. Seguindo alguns dos escritores consultados por Lívio, Caio Sulpício Pético e Marco Valério Publícola comandaram as forças romanas. Segundo outras, foi apenas Valério, pois Sulpício estava ocupado com os tarquinenses. Finalmente, em 354 a.C., os romanos tomaram Sassula de Tibur, o que levou à rendição da cidade e ao final da guerra. Segundo os Fastos Triunfais, o cônsul Marco Fábio Ambusto triunfou sobre os tiburinos em 3 de junho. Diodoro Sículo relata ainda que Roma firmou a paz com Preneste neste mesmo ano.
Esta é a única citação conhecida de Empulo (em latim: "Empulum") e Sassula, provavelmente pequenas cidades localizadas no território controlado por Tibur cuja localização é desconhecida. Historiadores modernos consideram que dificilmente a captura de locais obscuros como estes seja uma invenção e que Lívio teria tido acesso a registros pontificiais genuínos sobre a captura delas. Apesar de nem todas as batalhas desta guerra pareçam ter sido muito sérias, Tibur e Preneste estavam já muito desgastadas pelas contínuas guerras quando pediram a paz em 354 a.C.. Ambas desapareceram do registro histórico até a irrupção da grande Guerra Latina, em 340 a.C..

## Guerra Latina (340–338 a.C.)
Com a Guerra Latina, latinos e volscos fizeram uma tentativa final de se livrarem do domínio romano, mas, mais uma vez, os romanos se saíram vitoriosos. No tratado de paz subsequente, Roma anexou algumas cidades inteiramente e outras permaneceram como cidades-estado autônomas, mas a Liga Latina foi dissolvida. Ao invés dela, as cidades latinas sobreviventes foram ligadas a Roma por tratados bilaterais diferentes. Os campânios, que haviam se aliado aos latinos, foram organizados como "civitas sine suffragio" — cidadãos sem direito a voto — o que lhes conferia todos os direitos e deveres de um cidadão romano, incluindo o serviço militar, mas não permitia que eles votassem nas assembleias romanas. Este tratado de paz tornou-se um modelo sobre Roma trataria estados derrotados daí por diante.